# 293.ª Divisão de Infantaria (Alemanha)
A 293ª Divisão de Infantaria (em alemão:293. Infanterie-Division) foi uma unidade militar que serviu no Exército alemão durante a Segunda Guerra Mundial.

## Comandantes
| Comandante                          | Data                                            |
| ----------------------------------- | ----------------------------------------------- |
| Generalleutnant Josef Rußwurm       | ? de fevereiro de 1940 - 4 de junho de 1940     |
| Generalleutnant Justin von Obernitz | 4 de junho de 1940 - 19 de fevereiro de 1942    |
| Generalleutnant Werner Forst        | 19 de fevereiro de 1942 - 10 de janeiro de 1943 |
| Generalleutnant Karl Arndt          | 10 de janeiro de 1943 - 20 de novembro de 1943  |

## Oficiais de operações
| Hauptmann Otto Petersen         | fevereiro de 1940-1 de abril de 1941       |
| Oberstleutnant Otto Rauser      | 1 de abril de 1941-30 de janeiro de 1942   |
| Oberstleutnant Franz von Klocke | 30 de janeiro de 1942-15 de julho de 1943  |
| Oberstleutnant Kurt Tarbuk      | 15 de julho de 1943-20 de novembro de 1943 |

## Área de operações
| Alemanha                       | fevereiro de 1940 - maio de 1940 |
| Bélgica & França               | maio de 1940 - junho de 1941     |
| Frente Oriental, setor central | junho de 1941 - novembro de 1943 |